# Félix Gaudin
Pour les articles homonymes, voir Gaudin.
Félix Gaudin, né à Paris le 10 février 1851 et mort le 15 septembre 1930 au château de Corcelle, à Châtenoy-le-Royal (Saône-et-Loire, France), est un peintre-verrier et mosaïste français.

## Biographie

### Famille et années de jeunesse
Félix Gaudin naît à Paris le 10 février 1851. Quand éclate la guerre de 1870, il s’engage dans l’armée et devient officier. En 1877, il est affecté à Clermont-Ferrand au 36e Régiment d’artillerie.
Il est le père de Jean Gaudin et le grand-père de Pierre Gaudin, tous deux également maîtres-verriers et mosaïstes.

### Carrière auvergnate
En août 1879, il reçoit un héritage qui le pousse à se lancer dans les affaires : il achète l’atelier de peinture sur verre créé par Émile Thibaud, au 55, cours Sablon et devient le chef d’une entreprise de douze personnes. Ses capacités de meneur d’hommes, développées dans l’armée, se révèlent utiles pour conduire l’entreprise qui devient vite la plus grosse maison de vitraux de Clermont-Ferrand. Il dirige l’ensemble avec un sens aigu des affaires et de l’innovation, en introduisant l’image (ce qui était alors exceptionnel) dans ses annonces publicitaires. Il participe à des expositions dans toute la France mais aussi à l’étranger, en Louisiane, à Chicago, Saint-Louis… obtenant de nombreuses médailles. L’atelier produit des œuvres pour des édifices religieux et des maisons particulières à Clermont (plus de cinq cents vitraux clermontois provenant de l’atelier Félix Gaudin ont été répertoriés par Jean-François Luneau), en Auvergne, en France (dans plus de vingt départements) et bien au-delà des frontières françaises. À Clermont-Ferrand, l’essentiel des vitraux de la nef de la basilique Notre-Dame-du-Port sort de son atelier ainsi que les mosaïques du mausolée de l’abbé Géraud Cluzel en l’église Saint-Joseph. L’une des chapelles sud de la nef de la cathédrale est célèbre pour le vitrail « des évêques », sur lequel figure une inscription latine signifiant : « En regardant ce vitrail, souviens-toi dans tes prières du verrier Félix Gaudin de Clermont-Ferrand. » De belles demeures privées possèdent également des œuvres de l’atelier Gaudin, notamment cours Sablon et le château de Corcelle qui en possède une cinquantaine. Le continent américain en conserve plusieurs, aux États-Unis mais aussi en Amérique centrale et du sud. Les vitraux du théâtre Colón de Buenos Aires et ceux de la cathédrale de Santa Fe au Nouveau Mexique en sont quelques exemples prestigieux.

### Carrière parisienne

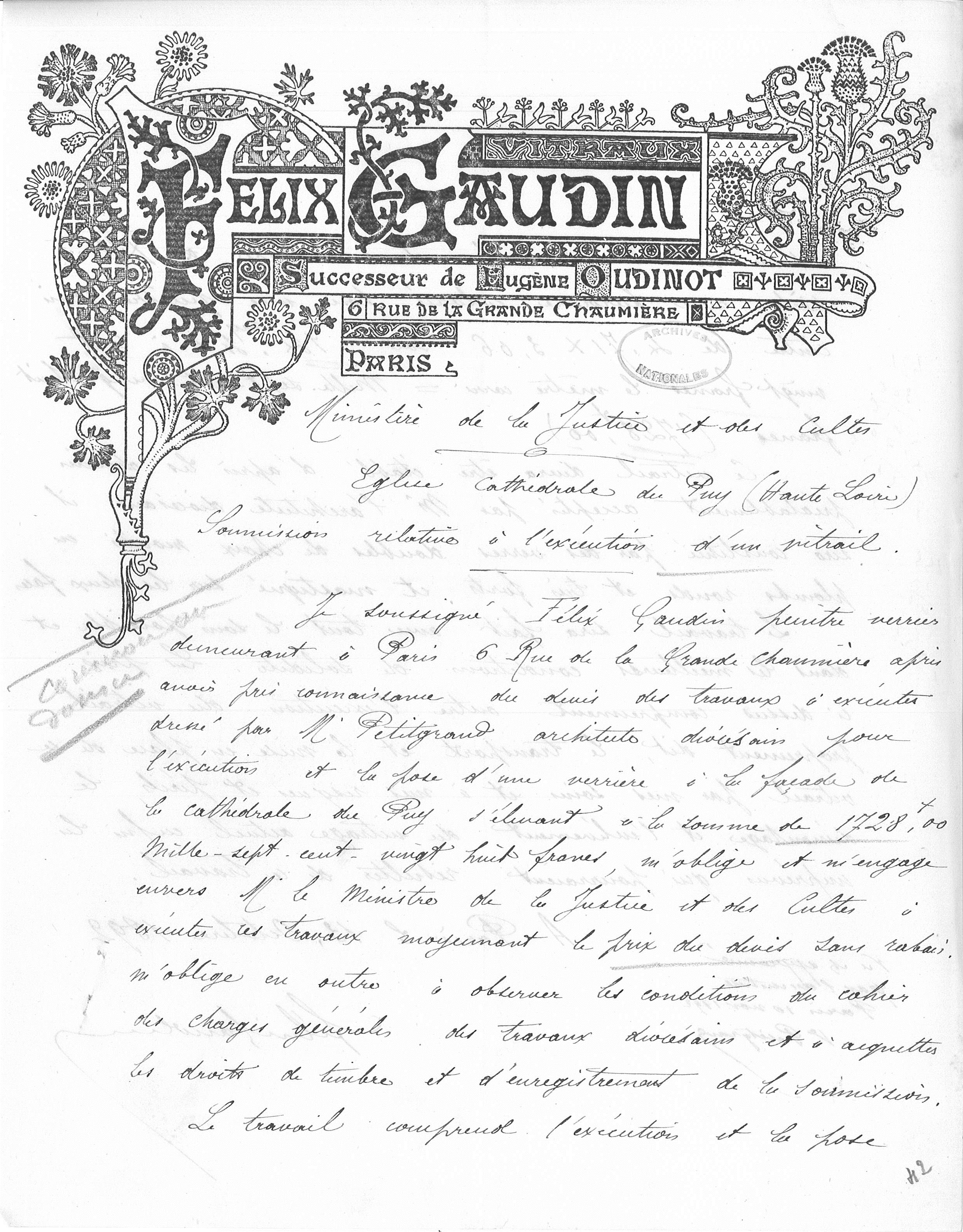
Papier à entête (1892)

En 1890, Félix Gaudin rachète l'atelier d'Eugène Oudinot, qui emploie six personnes à Paris (6 rue de la Grande-Chaumière). En 1892, il décide de vendre l’entreprise clermontoise pour se consacrer entièrement à son activité parisienne et s’installe définitivement dans la capitale. Ses productions acquièrent une plus grande qualité artistique grâce au talent de grands dessinateurs parisiens employés ponctuellement. En 1900, il participe à l’Exposition universelle de Paris où il obtient un grand prix ainsi que deux médailles d’or et d’argent.

### Combattant de la Grande Guerre
Malgré une grande notoriété et une activité professionnelle florissante, Félix Gaudin n’oublie pas sa première vocation militaire. En 1914, au moment de l’entrée de la France dans la guerre, son fils est déclaré inapte au service national. Félix Gaudin décide de le remplacer pour partir au front : il a soixante-trois ans.
Photographe amateur (il a créé la Société des photographes amateurs d’Auvergne), il rapporte un carnet de photos qui témoigne de la vie quotidienne des poilus sur les champs de bataille.
Félix Gaudin meurt au château de Corcelle (commune de Châtenoy-le-Royal) le 15 septembre 1930.

## Œuvres
- Vitraux de l'église Saint-Martin, Chaliers[1].
- Vitrail zénithal du temple protestant, Saintes[2].
- Verrières de l'église Saint-François de la Pierre-Rouge, Montpellier[3].
- Vitraux de l'Hôtel de ville de Dunkerque[4].
- Vitraux de l'église Sainte-Madeleine, Briffons[5].
- Le Travail, par l'Industrie et le Commerce, enrichit l'Humanité, vitrail de l'ancienne Chambre de commerce et d'industrie de Paris[6].
- Vitraux de la grande chapelle du séminaire Saint-Sulpice, Issy-les-Moulineaux[7].
- Vitraux de l'église Saint-Étienne de Briare[8].
- Vitraux (11 verrières) de la chapelle du grand séminaire de Besançon (actuel centre diocésain), 1895, d'après les cartons de l'architecte E. Bérard (1894)[9].
- Vitraux de l'église de Saint-Nectaire[10].
- Restauration des vitraux anciens et vitraux du chevet de l'église Sainte-Catherine de Villeneuve-sur-Lot.
- Vitraux de la chapelle Saint-Pie-et-Sainte-Apollinaire au chœur de la cathédrale Saint-Pierre-et-Saint-Paul de Troyes, 1897.
- Vitrail pour l'église Sainte-Catherine de Lille.
- Vitraux de la Chapelle Notre-Dame de La Peinière à Saint-Didier[11].